# الدوري الإنجليزي لكرة القدم 1985–86
الدوري الإنجليزي لكرة القدم 1985–86 (بالإنجليزية: 1985–86 Football League)‏ هو موسم من دوري كرة القدم الإنجليزي. فاز فيه نادي ليفربول.